# 옥수동
옥수동(玉水洞)은 대한민국 서울특별시 성동구에 있는 동이다. 북쪽으로는 중구 신당동, 동쪽으로는 금호동3가와 금호동4가가 접해 있고, 남쪽으로는 한강과 접해있으며, 서쪽으로는 용산구 한남동과 접해 있다.

## 유래
마을에 옥정수(玉井水)라는 유명한 우물이 있어 옥정숫골이라고 부르다가, 옥수동이 되었다. 현재 옥정수는 옥수로를 개통하면서 매몰되었다.

## 역사
- 조선시대, 두뭇개, 두멧개, 두물개 또는 한자음으로 두모주(豆毛洲), 두모포(豆毛浦)로 불림
- 1751년, 한성부 남부 두모방(성외) 두모포계에 속하게 됨
- 1894년, 갑오개혁 당시 행정구역 개편에 의해 남서(南署) 두모방(성외) 두모포계의 두모동이 됨
- 1911년, 경기도령 제 3호에 의해 경성부 두모면 두모리가 됨
- 1914년 4월 1일, 경기도고시 제 7호에 의하여 경기도 고양군 한지면 두모리로 소속 변경
- 1936년 10월 1일, 조선총독부령 제 8호에 의해 경성부에 편입, 옥수정(町)으로 명칭 변경
- 1943년 4월, 조선총독부령 제 163호에 의해 구(區)제도 실시에 따라 성동구역소 관할로 편입[1]
- 1946년, 일제잔재 청산에 따라 옥수동으로 명칭 변경
- 1955년 4월 1일, 금호동을 흡수하여 금옥동으로 통폐합
- 1959년 10월 31일, 행정구역 변경에 의하여 금북동, 금남동, 옥수동으로 나뉨
- 1975년 대통령령 제 7816호에 의해 옥수동 일부가 한남동으로 편입
- 2008년 8월 11일, 행정구역 통폐합에 의하여 옥수1동과 옥수2동이 옥수동으로 통합[2]

## 교통
- 도로

동 동남부를 동호로가 지나며, 동호대교를 통해서 논현로로 연결된다. 독서당로와 한림말길이 동 내부를 동서로 관통하며, 서빙고로가 한강을 따라 나있다.
- 대중교통

독서당로를 지나는 버스들을 통해 서울 각지로 이동할 수 있다. 철도교통의 경우 한강을 따라 동 남부를 경의·중앙선이, 동호로를 따라 서울 지하철 3호선이 지나가며, 옥수역을 통해서 두 노선의 이용이 가능하다.

## 문화재
문화재로 지정되어 있지는 않으나, 888년(신라 진성여왕 2년)에 창건된 미타사(彌陀寺)라는 고찰이 있다.
미타사 안에는 미타사 금보암 금동관음보살 좌상이 있다.

## 주요 시설
- 관공서
  - 옥수동주민센터
  - 옥수파출소

- 공공시설
  - 옥수동우편취급국
  - 옥수종합사회복지관
  - 서울성동지역자활센터

- 학교
  - 서울동호초등학교
  - 서울옥정초등학교
  - 옥정중학교
  - 서울방송고등학교

## 같이 보기
- 대한민국의 행정 구역